# Viktor Cvelbar
Viktor Cvelbar (partizansko ime Stane), slovenski častnik, generalmajor JLA, * 28. julij 1923, Sela pri Šentjerneju, † avgust 2016.

## Življenje in delo
Pred 2. svetovno vojno je bil delavec. Leta 1942 se je pridružil narodnoosvobodilni borbi in postal 1943 član KPS. V partizanih je bil med drugim borec Gorjanskega bataljona, komandir čete, komandant bataljona v Tomšičevi in Šercerjevi brigadi, namestnik komandanta Bračičeve in komandant Zidanškove brigade. Udeležil se je pohoda 14. divizije na Štajersko. Po osvoboditvi je bil med drugim komandant brigade, načelnik štaba in komandant divizije. V Beogradu je 1957 končal Višjo vojaško akademijo JLA.